# Hirsonella
Hirsonella is een geslacht van uitgestorven weekdieren uit de klasse van de Gastropoda (slakken).

## Soort
- Hirsonella costifera J. C. Fischer, 1969 †